# Daniel Ghiță
Daniel Ghiță (n. 22 aprilie 1981, București) este un fost kickboxer român, la categoria super grea, care a evoluat în competițiile GLORY International, și un deputat, ales în 2020 din partea PSD.

## Cariera profesionistă
"The Savage Samurai", cum este el poreclit, și-a făcut debutul în Campionatul Mondial de Muay Thai în 1999 în Bangkok, Thailanda. Daniel a câștigat toate meciurile sale prin knock-out înainte de semifinale, unde a pierdut în fața lui Alexey Ignashov (singurul meci câștigat de bielorus prin decizie și nu prin KO).
Ghiță și-a continuat cariera cu performanțe remarcabile: Campion European de Muay Thai în Germania, în 2000, medalia de bronz la Campionatul Mondial de Muay Thai în Thailanda, în 2001 și locul doi la Campionatul European la aceeași disciplină în Portugalia, în 2002. În 2003, a înregistrat cel mai rapid KO din istoria stilului Muay Thai la Campionatul Mondial din Thailanda, după doar 30 de secunde de joc împotriva unui luptător australian.
În 2004, Ghiță a intrat în circuitul Local Kombat în România. Înregistrarea sa însă nu i-a oferit oportunitatea de a lupta, de asemenea, în circuitul de lupte K-1. În K-1 debutul lui a fost în 2007, împotriva lui Nobu Hayashi.
Pe 11 august 2009, Ghiță a spart recordul lui Peter Aerts de cea mai rapidă victorie într-un turneu de K-1 de înfrângere a tuturor celor trei adversari, într-un total de 5 minute și 15 secunde. Peter Aerts stabilise acel record la 6 minute și 43 de secunde, record care a stat neatins timp de 10 ani înainte de performanța lui Ghiță.
În octombrie 2010, Daniel Ghiță a devenit primul luptător român care a intrat în K-1 World Grand Prix Final de la Tokyo, pentru care a trebuit să-l învingă prin KO pe Errol Zimmerman, în ultimul turneu de calificare la Seul.
La turneu a luptat contra lui Gökhan Saki în sferturile de finală. El a luptat în ciuda faptului că era accidentat la picior și a arătat în luptă că el a fost în imposibilitatea de a dicta ritmul de luptă. El a reușit să obțină o rundă în plus după ce părea că Saki deja câștigase. El a început runda pentru a se menține neobosit însă a pierdut prin decizie.
Pe 6 martie 2011, Daniel Ghiță s-a confruntat cu Hesdy Gerges și actualul campion It's Showtime. Deși din prima rundă Ghiță a trimis lovituri mai eficiente, până în a doua rundă a fost condus și numărat până la 8. Ghiță a dominat a treia rundă, dar a pierdut tot prin decizie unanimă. Cu toate acestea, a fost doar pentru că a greșit când a căzut la podea, căci, dacă nu ar fi fost numărat, ar fi avut loc o rundă în plus, în cazul în care mulți oameni au crezut că Ghiță ar fi câștigat.
Pe 28 ianuarie 2012, la "It's Showtime" 2012 din Leeuwarden, românul a rejucat meciul contra lui Hesdy Gerges, pentru titlul mondial la categoria grea. În prima repriză, Ghiță, cu un croșeu de stânga, a câștigat cel mai important titlu mondial al său până în prezent.

## Titluri
- 2012 It's Showtime Campion Mondial categoria grea
- 2010 K-1 World Grand Prix 2009 din Tokyo Finalist în primii 16
- Campion Local Kombat la categoria grea
- 2005 WKN European Thai-boxing Campion la categoria grea
- 2002 Campion European de Muay Thai în Portugalia
- 2001 IFMA World Muay Thai Championships medaliat cu Bronz (+91 kg)
- 2000 Campion European de Muay Thai în Germania

## Filmografie
Daniel Ghiță a apărut în videoclipul piesei "Cât Poți Tu De Tare" al trupei românești de hip hop B.U.G. Mafia. Acesta a fost lansat pe YouTube și pe site-ul oficial al formației pe 31 decembrie 2010.

## Muzica de intro
| Promotion           | Melodia                                                                      |
| ------------------- | ---------------------------------------------------------------------------- |
| It's Showtime & K-1 | Ciprian Porumbescu – Balada pentru vioară și orchestră (Emil Lassaria Remix) |
| Glory               | Globus – Preliator                                                           |